# Mimalaptus victoria
Mimalaptus victoria is een vliesvleugelig insect uit de familie Mymaridae. De wetenschappelijke naam is voor het eerst geldig gepubliceerd in 1920 door Girault.